# Acidente ferroviário de Perus (1969)
O acidente ferroviário de Perus foi um choque entre dois trens ocorrido na Estrada de Ferro Santos Jundiaí em 21 de março de 1969 nas proximidades da fábrica de cimento Perus.

## História
Na manhã de 21 de março de 1969, a composição U-40 da Estrada de Ferro Santos Jundiaí, trem Série 100, havia partido às 7:05h da Estação Francisco Morato com destino à Estação Luz. Nas proximidades da Estação Caieiras a composição parou por falha elétrica no trem. O maquinista e o chefe da composição U-40 solicitaram uma locomotiva diesel com uma equipe de manutenção para rebocar o trem até a estação mais próxima, onde deveria ser efetuado o reparo.
No entanto o conserto da composição foi efetuado às 7:48h pelo fiscal de máquinas da ferrovia, Jorge Pilot, que desembarcou de uma litorina que se dirigia até a Estação Jundiaí. Após o conserto a composição U-40 voltou a funcionar chocando-se 3 minutos depois com a locomotiva diesel da equipe de manutenção que vinha em sentido contrário e que fora acionada inicialmente para efetuar o reparo. 
No choque morreram entre 20 (segundo a Folha de S.Paulo  e Revista Veja) e 40 pessoas (Jornal Ultima Hora), entre elas o fiscal Jorge Pilot, ficando mais de 300 feridas.
Posteriormente a causa do acidente foi atibuída ao fiscal Jorge Pilot, que segundo a direção da Estrada de Ferro Santos à Jundiaí, não poderia ter efetuado o reparo da composição, nem ter autorizado sua movimentação 